# Metagonia reventazona
Metagonia reventazona är en spindelart som beskrevs av Huber 1997. Metagonia reventazona ingår i släktet Metagonia och familjen dallerspindlar. Inga underarter finns listade i Catalogue of Life.